# Hömansberget
Hömansberget är en kulle i Sjundeå i det finländska landskapet Nyland som är känd för ett gravröse från bronsåldern. Gravröset ligger norr om Lappersvägen i byn Svartbäck. Från kullen kan man se Gårdskulla gårds åkrar.
Forngraven på Hömansberget har blivit svårt skadat och gravens diameter är cirka 12 meter. Gravröset är ganska lågt. Hömansbergets gravrös är enligt lag skyddat fast fornlämning.